# Hayanist
Hayanist (en arménien Հայանիստ ) est une communauté rurale du marz d'Ararat en Arménie. En 2008, elle compte 2 079 habitants.